# Stephen Hopkins
Stephen Hopkins (7 de marzo de 1707–13 de julio de 1785) fue un líder político estadounidense. Autodidacta, llegó a ser miembro de la Sociedad Filosófica de Newport (Rhode Island). Entre 1764 y 1785 fue Canciller del Rhode Island College (hoy Brown University). Padecía de parálisis cerebral. Se hicieron famosas sus palabras en la firma de la Declaración de Independencia: "Quizá mis manos tiemblen, pero mi corazón no lo hace." 
Firmante de la Declaración de Independencia, en nombre de Rhode Island, de donde procedía. Allí fue gobernador, en tiempos coloniales: fue elegido Gobernador nueve veces (1755-1756, 1758-1761, 1763-1764 y 1767). Durante su presencia en el Parlamento de Rhode Island, introdujo en 1774 una proposición de ley que prohibía la importación de esclavos en la colonia. A partir de ahí se desarrolló una de las primeras leyes antiesclavitud de los Estados Unidos. Fue Delegado en el Congreso Colonial de Albany en 1754 y en el Congreso Continental, entre 1774 y 1776. En 1753 contribuyó a fundar una biblioteca, la Providence Library Company.
Hopkins nació en Providence, hijo de William y Ruth Hopkins. Su hermano menor, Esek Hopkins sirvió como comandante en jefe de la Marina Continental. Él creció en una granja y fue autodidacta. En 1742 se mudó a Providence y trabajó como mercante y marinero. 
A la edad de 19 años se casó con Sarah Scott, con quién engendró 7 hijos, de los cuales solo 5 sobrevivieron hasta la madurez. Tras la muerte de Sarah, se casó con la viuda Anne Smith en segundas nupcias. 

## Carrera política
Hopkins sirvió en la asamblea colonial de Rhode Island (1732-1752, 1770-1778) y fue vocal desde 1738 a 1754, y de nuevo en 1749. En 1754, representó a su estado en el Congreso de Albany en Nueva York, donde por primera vez tuvo en consideración la propuesta de Benjamin Franklin para unificar las colonias y acordar una alianza con los Indios en vista de la posible guerra contra Francia. Fue elegido gobernador de Rhode Island nueve veces (1756-1756, 1758-1761, 1763-1764, y 1767).

## Declaración de independencia
Hopkins realizó discursos en contra de la tiranía británica desde bastante antes del periodo revolucionario. En 1764 publicó el panfleto subversivo "Los derechos de las colonias a examen", lo que le garantizó fama como líder revolucionario.
En 1773, liberó a sus esclavos, y al año siguiente, en la Asamblea de Rhode Island de 1774 introdujo un acta que prohibió la importación de esclavo a la colonia, lo cual la convirtió en la primera ley antiesclavista de los Estados Unidos.
En 1774 firmó orgullosamente  declaración de Independencia. Debido a una parálisis cerebral su mano diestra le tembló a la hora de firmar y tuvo que ayudarse de la izquierda. Se anotó que orgullosamente dijo en ese momento: "Mi mano tiembla pero mi corazón no".
El conocimiento naval de Hopkins le convirtió en miembro particularmente útil del comité naval establecido por el congreso para adquirir hombres y para las operaciones de los primeros navíos de la Marina Continental.
En septiembre de 1776, su pésimo estado de salud lo obligó a renunciar a su puesto en el Congreso y volver a su hogar de Rhode Island, donde permaneció hasta 1779 como miembro activo de la asamblea general de su estado.   
Stephen Hopkins murió en su hogar el 13 de julio de 1785 con una edad de 78 años. 
En su honor fue denominada la ciudad de Hopkinton, en Rhode Island. También dio nombre a un barco que luchó en la Segunda Guerra Mundial.